# Mari Akasaka
Pour les articles homonymes, voir Akasaka.
Mari Akasaka (赤坂 真理, Akasaka Mari), née le 13 mai 1964, est une romancière japonaise.

## Biographie
Née dans l'arrondissement de Suginami à Tokyo, Mari Akasaka étudie la science politique au département de droit de l'université Keiō. En 1999, son roman Vibrations est en lice pour le prix Akutagawa. Elle est de nouveau nommée pour le prix Akutagawa en 2000 pour son roman Muse et remporte le Prix Noma pour jeunes écrivains pour le même roman.
Vibrations est adapté au cinéma sous le titre Vibrator par Ryūichi Hiroki, avec Shinobu Terajima et Nao Ōmori.

## Titres
- Kibakusha (1993)
- Chō no Hifu no Shita (1997)
- Vibrator (1998)
- Vanille (1999)
- Calling (1999)
- Muse (1999)
- Kare ga Kanojo no Onna Datta Koro (2003)
- Taiyō no Namida (2008)
- Tokyo Prison (2012)

## Source de la traduction
- (en) Cet article est partiellement ou en totalité issu de l’article de Wikipédia en anglais intitulé « Mari Akasaka » (voir la liste des auteurs).